# Streptolabis hispoides
Streptolabis hispoides là một loài bọ cánh cứng trong họ Cerambycidae.